# Bitwa morska pod Santa Cruz
Bitwa morska pod Santa Cruz – starcie zbrojne, które miało miejsce w roku 1657 w trakcie wojny angielsko-hiszpańskiej (1655–1660).
W roku 1657 flota angielska licząca 23 okręty liniowe pod dowództwem admirała Roberta Blake'a, skierowała się w rejon Wysp Kanaryjskich ku portowi Santa Cruz na Teneryfie, gdzie zatrzymała się hiszpańska srebrna flota licząca 10 statków handlowych i 6 galeonów. Dnia 20 kwietnia (30 kwietnia nowego stylu) Anglicy wpłynęli do portu atakując jednostki hiszpańskie. Po trwającej 6 godzin walce, wszystkie handlowe okręty hiszpańskie zostały zdobyte. Zdobyto także 2 galeony a pozostałe spalono. Straty angielskie to kilka uszkodzonych fregat oraz 200 zabitych i rannych. 